# El salto (película)
El salto es una película española de drama social y suspenso dirigida por Benito Zambrano y escrita por Flora González Villanueva. Está protagonizada por Moussa Sylla, Edith Martínez-Val, Eric Nantchouang y Nansi Nsue. Se estrenó en cines españoles el 12 de abril de 2024, con distribución de Filmax.

## Trama
Ibrahim (Moussa Sylla) es un inmigrante que hace unos años llegó a España desde Guinea sin papeles. Ahora sus raíces están en Madrid, donde vive con Mariama (Nansu Nsue) y trabaja como albañil. Un día, la policía detiene a Ibrahim y es deportado a su país natal. A partir de ese momento, su único objetivo será regresar a España para reunirse con Mariama y una hija que va a nacer.

## Reparto
- Moussa Sylla como Ibrahim
- Edith Martínez-Val como Aminata
- Eric Nantchouang como Ousman
- Nansi Nsue como Mariama
- Mariola Fuentes como Carmela
- Vicenta Ndongo como Elena Jiménez
- Vicky Peña como la hermana Marisa

## Producción
En abril de 2021, la productora Cine365 Films anunció que estaba desarrollando el thriller social El salto, el cual estaría dirigido por Lluís Quílez con base en un guion de Flora González Villanueva. El 26 de septiembre de 2022, se anunció que el rodaje de la película había comenzado diez días antes en Madrid, bajo la dirección de Benito Zambrano reemplazando a Quílez, con Moussa Sylla, Nansi Nsue y Edith Martínez como protagonistas. En noviembre de 2022, se anunció que el rodaje de la película había concluido. Además de en Madrid, la película incluye también escenas rodadas en los alrededores de la ciudad y en Tenerife.
Aunque el presupuesto exacto de la película se desconoce, recibió 400.000 euros provenientes de las ayudas generales del ICAA, y las escenas rodadas en Madrid se estima que costaron más de tres millones de euros.

## Lanzamiento y marketing
En febrero de 2024, Filmax anunció que estrenaría El salto en cines españoles el 12 de abril de 2024.

## Recepción

### Taquilla
En su primera semana, El salto se estrenó en 75 cines, coincidiendo principalmente con los estrenos de Menudas piezas, Monkey Man, Emma y el jaguar negro y Sangre en los labios, entre otras cintas.

### Crítica
El salto ha recibido críticas mixtas por parte de los críticos. Entre las críticas negativas, Javier Ocaña de Cinemanía le dio a la película dos estrellas y media de cinco, describiéndola como "una versión menor de otras muchas películas sobre la inmigración y el paso de fronteras de los últimos 20 años", señalando su primer tercio como "un recitado de lugares comunes sobre los empresarios, la policía, los abogados y las ONG españoles, en torno a la expulsión de un maliense sin papeles" y su clímax, del cual dijo que "le falta vértigo y le sobra sentimentalismo", concluyendo que es "la película más discreta" de Benito Zambrano. Víctor A. Gómez de La Opinión de Málaga señaló la personalidad unidimensional del protagonista, Ibrahim, para ejemplificar el fracaso de la cinta, diciendo que "noventa minutos después, con los créditos scrolleando por la pantalla, sólo sé que Ibrahim es un subsahariano en busca de una vida mejor en España, con una mujer y un bebé en camino. Nada más" y que Zambrano y la guionista, Flora González Villanueva, "incurren en el más imperdonable de los errores: considerar a Ibrahim uno más", además de criticar también los diálogos "de cartón piedra, plásticos, con frases calamitosas, cero corpóreas" y las "malas" interpretaciones. Manuel J. Lombrado de Diario de Sevilla le dio a la película dos estrellas de cinco, escribiendo que el guion "tiene mucho de didáctico y ejemplarizante y poco de verosímil en su despliegue de situaciones, tiempos, personajes y diálogos" y describiendo a su protagonista como un "prototipo del buen africano trabajador y honrado caído en desgracia, acosado siempre por las circunstancias", además de añadir que "sus lugares comunes y esquematismos [...] tienden a desdibujar a los personajes para convertirlos en estereotipos", concluyendo que la cinta "no consigue sobrevolar la dramatización de la actualidad de telediario o reportaje". Carmen L. Lobo de La Razón le dio a la película dos estrellas y media de cinco, diciendo que "parece [...] seguir demasiado a pie juntillas un patrón no exento ya tampoco de ciertos estereotipos" y que "no hay sorpresas en la humana y verdadera película de Zambrano, pero continúan existiendo las mismas incertidumbres".
Entre las críticas más mixtas, Laura Pérez de Fotogramas le dio a la película un 6 de 10, diciendo que Zambrano "sabe lo que quiere contar, aunque en ocasiones la intención quede ahogada y flaquee en el cómo" y que "peca de explicativa y abusa del subrayado", aunque elogío la secuencia del salto a la valla, escribiendo que está "rodada de manera violenta y enérgica". Ekaitz Ortega de Hobby Consolas le dio a la película un 60 de 100, diciendo que "no narra nada novedoso, sino que se sustenta en la emoción de la travesía y un elenco de actores que [...] transmiten sufrimiento con sus interpretaciones y la cámara de Zambrano aporta ante todo verdad" y describiéndola como "una película interesante en diversos aspectos y conoce sus puntos fuertes y desventajas", aunque criticó que "en lo que serían los clímax narrativos se nota que no alcanza los objetivos deseados". José María Aresté de deCine21.com le dio a la cinta un 6 de 10, diciendo que es "una interesante película-experiencia" y apreciando que se apoya "bien en un inteligente guión de Flora González Villanueva, que evita el alambicamiento a la vez que toca todos los palos de una cuestión que, nunca deberíamos olvidarlo, implica a seres humanos" y que evita "demonizar a nadie con simplezas", además de elogiar el reparto, diciendo que "todo el reparto está a la altura, tanto los de origen africano [...] como las secundarias españolas".
Luis Martínez de El Mundo le dio a la película un 6 de 10, diciendo que Zambrano "tiene claro que lo que importa es el salto [...] y sobre él, por él, con él y contra él escenifica todo" y que, hasta llegar allí, "la película navega con gesto algo cansado por un perfecto vademécum de lugares conocidos [...] justo es reconocer que el director desatiende la narración dejándola simplemente rodar entre un torrente de buenos sentimientos y frases hechas", aunque elogió el final "en el que todo cobra vida por acercarse con toda la honestidad del mundo a la barbarie, nuestra barbarie". Iñigo Chamorro de Contraste le dio a la película tres estrellas de cinco, diciendo que "saca provecho del guion de Flora González Villanueva para conseguir un muy buen trabajo conjunto" y que "el conjunto actoral realiza un trabajo excepcional", además de señalar que "aunque el film sea ficción y no esté basado en hechos reales, se convierte en una obra que documenta una situación completamente actual".
Entre las críticas positivas, Júlia Olmo de Cineuropa describió la película como "clásica en sus formas, con una intención claramente realista y social, una especie de thriller dramático sin artificios con la voluntad de hacer llegar este relato al gran público" y que una de sus virtudes "reside [...] en la humanidad y la falta de sensacionalismo desde la que el director trata de reflejar la tragedia de la inmigración", además de añadir que está "bien resuelta a nivel de dirección e interpretación", aunque lamentó que "por momentos carece de cierta potencia visual y emocional", concluyendo que es "una película sencilla y honesta, cine social y político que consigue lo que pretende: llegar al gran público sin pretensiones edificantes ni grandes discursos". Juan Orellana de El Debate apreció que la película "pone el acento en la construcción de unos personajes que tienen mucha autenticidad, y el foco se dirige por tanto más al drama personal de los protagonistas que a la denuncia social" y añadió que "transcurre por unas sendas previsibles, pero bien trabajadas, y llega a su punto emocional álgido en el momento del asalto", concluyendo que es "una película interesante y emocionante, que merece la pena aunque no sea la mejor de Zambrano". Mario Hernández de mundoCine le dio a la película cuatro estrellas y media de cinco, diciendo que Zambrano "le otorga un dramatismo vívido al guion-denuncia [...] que pone en valor el impacto real de los inmigrantes en la economía y sociedad española, a la par que denuncia la deshumanización del pueblo subsahariano inmigrante y las condiciones infrahumanas en las que viven", además de describir su puesta en escena como "austera" y su dirección de actores como "capaz de dejarnos interpretaciones sentidas de quienes dan vida a los afectados, y actuaciones que derrochan ternura y cercanía en aquellos que representan a quienes les ayudan y preparan para el viaje", concluyendo que la cinta "conforma una mirada concienciadora del drama migratorio, poniéndole voz a los que nunca podrán llegar a tenerla, y acercando al espectador una historia que por desgracia sigue siendo una realidad". Fernando Gálligo Estévez de Cinemagavia le dio a la película un 9 de 10, describiendo el guion como "completo y detallado [...] recoge todos los aspectos de la inmigración de africanos de muchas nacionalidades que ansían conseguir llegar a España" y la comparó favorablemente con Yo capitán diciendo que "posee un argumento más variado, recogiendo de manera más completa el proceso y situación de los emigrantes africanos sin permiso de residencia" y que su ritmo "es más ágil, haciéndose más fluida su visión, retratando muy bien todas las perspectivas", además de elogiar el montaje, la dirección de arte y la fotografía, de la cual dijo que refleja "muy bien todos los ambientes y localizaciones", concluyendo que es "una muy buena película del director Benito Zambrano sobre el tema de la emigración a España de africanos de distintas nacionalidades".

## Premios y reconocimientos
80.ª edición de las Medallas del Círculo de Escritores Cinematográficos
| Categoría                               | Resultado |
| --------------------------------------- | --------- |
| Medalla Platino Educa de la Solidaridad | Ganadora  |